# Ядера
Ядера (рум. Iadăra) — село у повіті Марамуреш в Румунії. Входить до складу комуни Мірешу-Маре.
Село розташоване на відстані 397 км на північний захід від Бухареста, 25 км на південний захід від Бая-Маре, 79 км на північ від Клуж-Напоки.

## Населення
За даними перепису населення 2002 року у селі проживали 1016 осіб, з них 1015 осіб (99,9%) румунів. Рідною мовою 1015 осіб (99,9%) назвали румунську.